# Dennis McGrane
Dennis Robert McGrane (* 7. Juli 1962 in Denver) ist ein ehemaliger US-amerikanischer Skispringer.
McGrane startete erstmals bei der Vierschanzentournee 1983/84 im Skisprung-Weltcup. Dabei erreichte er in Bischofshofen mit Platz 18 seine beste Platzierung. Kurz nach der Tournee konnte er in Lake Placid mit Platz 12 erstmals Weltcup-Punkte erreichen. Im kanadischen Thunder Bay konnte er mit Platz 7 erstmals und auch letztmals unter die besten Zehn springen.
Bei der Vierschanzentournee 1983/84 blieb McGrane erfolglos. Jedoch wurde er trotz dessen ins Aufgebot der Vereinigten Staaten für die Olympischen Winterspiele 1984 aufgenommen. Auf der Normalschanze sprang McGrane auf den 33. und auf der Großschanze auf den 53. Platz.
Nach den Winterspielen schaffte McGrane noch mehrmals den Sprung in die Punkteränge. Am Ende der Weltcup-Saison 1983/84 belegte er so den 45. Platz in der Gesamtwertung.
Seine Karriere beendete McGrane nach vier eher erfolglosen Jahren mit dem Start bei den Olympischen Winterspielen 1988. Dabei erreichte er auf der Normalschanze den 43. Platz. Im Teamspringen wurde er gemeinsam mit Ted Langlois, Mark Konopacke und Mike Holland am Ende Zehnter.